# Levin Weiß
Levin Weiß (geboren am 11. Dezember 1809 in Danzig; gestorben am 18. März 1848 in Berlin) war ein Student und Kämpfer in der Berliner Märzrevolution 1848.

## Leben

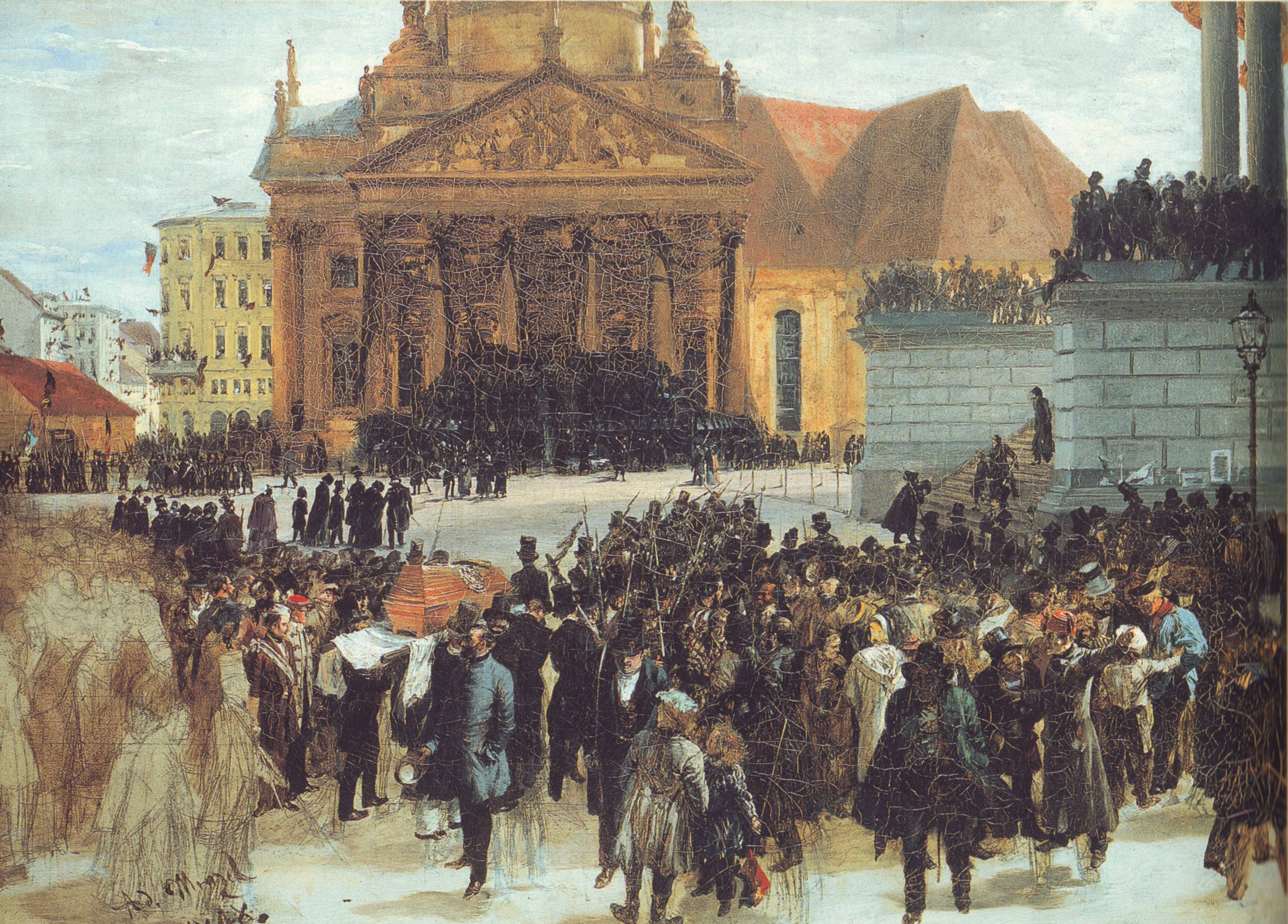
Aufbahrung der Märzgefallenen am 22. März 1848. (Gemälde von Adolph von Menzel 1848)

Levin Weiß stammte aus einer jüdischen Familie in Danzig und studierte Philosophie, Theologie und Philologie an der Friedrich-Wilhelms-Universität zu Berlin. Noch als Student veröffentlichte er eine Studie über Uriel da Costa.
Am 18. März 1848 verteidigte Weiß gemeinsam mit vielen Berliner Bürgern die damalige Königsstraße gegen die vom Schloßplatz aus angreifenden preußischen Truppen. Mit zwei Kanonen feuerten die Preußen auf die wehrhaften Bürger. Levin Weiß war einer der Anführer und eines der 184 Opfer, der Märzgefallenen, die am 24. März 1848 aufgebahrt und beerdigt wurden.
Er wurde auf dem Friedhof der Märzgefallenen (Reihe V, Platz Nr. 16) beerdigt.
Sein Bruder Siegfried Weiß ließ 1861 seine Grabplatte mit der Aufschrift „Lewin Weiß, Student aus Danzig“ erneuern. Der Bruder stellte am 23. Mai 1861 bei der Stadt Berlin den Antrag alle Grabstellen der Märzgefallenen der Aufsicht der Stadt und gärtnerischen Pflege aller Grabstellen zu übernehmen.

## Ehrung
Berlins Bezirk Mitte ließ an 11 „ausgewählten und historisch verbürgten“ Barrikadenstandorten zur Erinnerung an die Revolution vom 18. März 1848 gusseiserne Gedenktafeln anbringen. Die Tafel für Levin Weiß wurde am 15. März 1998 enthüllt.

## Werke
- Uriel Acosta, ein Opfer des Zelotismus. Das Leben Uriel Acosta’s von ihm selbst kurz vor seinem Tode in lateinischer Sprache beschrieben. Uebersetzt und mit einem Vor- und Schlußwort versehen von L. Weiß. Selbstverlag, Berlin 1847. (Vorhanden in der Staatsbibliothek zu Berlin–Preußischer Kulturbesitz)